# VM i ishockey 1994 (kvinder)
| VM 1994 | VM 1994  |
| ------- | -------- |
| Guld    | Canada   |
| Sølv    | USA      |
| Bronze  | Finland  |
| 4.      | Kina     |
| 5.      | Sverige  |
| 6.      | Norge    |
| 7.      | Schweiz  |
| 8.      | Tyskland |

VM i ishockey for kvinder 1994 var det tredje VM i ishockey for kvinder. Mesterskabet blev arrangeret af IIHF og afviklet i Lake Placid, USA i perioden 11. april – 17. 1994 med deltagelse af otte hold.
Medaljevinderne var de samme som ved de foregående to mesterskaber. Guldet gik til de forsvarende mestre fra Canada, som i finalen vandt 6-3 over USA. Og bronzemedaljerne gik for tredje gang i træk til Finland, som besejrede Kina med 8-1 i bronzekampen.

## Resultater
Turneringen havde deltagelse af otte hold:
- Værtsnationen USA og de forsvarende verdensmestre fra Canada.
- Vinderen af den asiatiske kvalifikation: Kina.
- De fem bedste hold fra EM 1993: Finland, Sverige, Norge, Tyskland og Schweiz.

De otte hold spillede først en indledende runde i to grupper med fire hold. De to bedste hold fra hver gruppe gik videre til finalerunden om placeringerne 1-4, mens de to lavest placerede hold i hver grupper fortsatte i placeringsrunden om 5. – 8.-pladsen.

### Kvalifikation (Asien)
I den asiatiske kvalifikation, som blev afviklet den 11. – 12. marts 1994 i Obihiro no Mori i Japan, spillede Japan og Kina om én ledig plads ved VM i USA. Kina vandt begge kampene mellem de to hold og kvalificerede sig dermed til VM.
| Dato  | Kamp         | Res. | Perioder      |
| ----- | ------------ | ---- | ------------- |
| 11.3. | Japan - Kina | 2-6  | 0-2, 1-1, 1-3 |
| 12.3. | Japan - Kina | 1-7  | 1-4, 0-0, 0-3 |

### Indledende runde
De otte hold spillede i den indledende runde i to grupper med fire hold. De to bedste fra hver gruppe gik videre til semifinalerne, mens de øvrige fire hold gik videre til placeringsrunden.

#### Gruppe A
| Dato  | Kamp             | Res. | Perioder      |
| ----- | ---------------- | ---- | ------------- |
| 11.4. | Sverige - Norge  | 3-1  | 1-1, 2-0, 1-0 |
| 11.4. | Canada - Kina    | 7-1  | 3-0, 2-1, 2-0 |
| 12.4. | Sverige - Kina   | 4-4  | 2-0, 2-1, 0-3 |
| 12.4. | Norge - Canada   | 0-12 | 0-5, 0-5, 0-2 |
| 14.4. | Canada - Sverige | 8-2  | 3-0, 1-2, 4-0 |
| 14.4. | Kina - Norge     | 8-1  | 2-0, 2-0, 4-1 |

| Gruppe A | Kampe | Mål   | Point |
| -------- | ----- | ----- | ----- |
| Canada   | 3     | 27-30 | 6     |
| Kina     | 3     | 13-12 | 3     |
| Sverige  | 3     | 09-13 | 3     |
| Norge    | 3     | 02-23 | 0     |

#### Gruppe B
| Dato  | Kamp               | Res. | Perioder      |
| ----- | ------------------ | ---- | ------------- |
| 11.4. | Finland - Tyskland | 17-1 | 2-1, 7-0, 8-0 |
| 11.4. | USA - Schweiz      | 6-0  | 0-0, 2-0, 4-0 |
| 12.4. | Finland - Schweiz  | 13-0 | 6-0, 1-0, 6-0 |
| 12.4. | USA - Tyskland     | 16-0 | 4-0, 6-0, 6-0 |
| 14.4. | Tyskland - Schweiz | 1-2  | 0-0, 1-0, 0-2 |
| 14.4. | USA - Finland      | 2-1  | 0-1, 0-0, 2-0 |

| Gruppe B | Kampe | Mål   | Point |
| -------- | ----- | ----- | ----- |
| USA      | 3     | 24-10 | 6     |
| Finland  | 3     | 31-30 | 4     |
| Schweiz  | 3     | 02-20 | 2     |
| Tyskland | 3     | 02-36 | 0     |

### Placeringsrunde
De fire hold, der sluttede på tredje- eller fjerdepladsen i grupperne i den indledende runde, spillede om 5. – 8.-pladsen.
| Dato               | Kamp               | Res. | Perioder      |
| ------------------ | ------------------ | ---- | ------------- |
| Semifinaler        |                    |      |               |
| 16.4.              | Sverige - Tyskland | 7-1  | 0-0, 4-1, 3-0 |
| 16.4.              | Schweiz - Norge    | 4-7  | 2-2, 0-1, 2-4 |
| Kamp om 7.-pladsen |                    |      |               |
| 17.4.              | Schweiz - Tyskland | 4-3  | 2-2, 2-1, 2-0 |
| Kamp om 5.-pladsen |                    |      |               |
| 17.4.              | Sverige - Norge    | 6-3  | 2-0, 0-2, 4-1 |

### Finaler
De fire hold, der sluttede på første- eller andenpladsen i grupperne i den indledende runde, spillede i semifinalerne, bronzekampen og finalen om guld-, sølv- og bronzemedaljer.
| Dato        | Kamp             | Res. | Perioder      |
| ----------- | ---------------- | ---- | ------------- |
| Semifinaler |                  |      |               |
| 15.4.       | Canada - Finland | 4-1  | 1-1, 2-0, 1-0 |
| 15.4.       | USA - Kina       | 14-3 | 7-0, 2-2, 5-1 |
| Bronzekamp  |                  |      |               |
| 17.4.       | Finland - Kina   | 8-1  | 5-0, 1-0, 2-1 |
| Finale      |                  |      |               |
| 17.4.       | USA - Canada     | 3-6  | 1-0, 1-3, 1-3 |

### Medaljevindere
Tekst mangler, hjælp os med at skrive teksten